# هیرونوبو یوشیزاکی
هیرونوبو یوشیزاکی (ژاپنی: 吉崎 弘宣؛ زادهٔ ۲۴ اوت ۱۹۹۲) یک بازیکن فوتبال اهل ژاپن است.
از باشگاه‌هایی که در آن بازی کرده‌است می‌توان به باشگاه فوتبال گاینار توتوری اشاره کرد.